# Luis Romo
Luis Francisco Romo Barrón (* 5. Juni 1995 in Sinaloa, Mexiko) ist ein mexikanischer Fußballspieler, der vorwiegend in der Abwehr bzw. im defensiven Mittelfeld zum Einsatz kommt.

## Laufbahn

### Verein
Romo erhielt seinen ersten Profivertrag beim Querétaro Fútbol Club, bei dem er bis zur Apertura 2019 tätig war und zum Nationalspieler heranreifte. Zur Rückrunde derselben Saison (Clausura 2020) wechselte er zum Hauptstadtverein CD Cruz Azul, mit dem er die mexikanische Fußballmeisterschaft des Torneo Guard1anes 2021 gewann. Für die Cementeros war es der erste Meistertitel nach 24 Jahren. Zwischen 2022 und 2024 spielte Romo für den CF Monterrey, bevor er zum CD Cruz Azul zurückkehrte. Seit 2025 steht er bei Deportivo Guadalajara unter Vertrag.

### Nationalmannschaft
Sein erstes Spiel für die mexikanische Nationalmannschaft bestritt Romo in einer am 19. November 2019 ausgetragenen Begegnung im Rahmen der CONCACAF Nations League 2019/20/Liga A gegen Bermuda, das 2:1 gewonnen wurde. 

## Erfolge
- Mexikanischer Meister: Guard1anes 2021 (mit Cruz Azul)
- CONCACAF Gold Cup: 2023